# Sonate pour violoncelle et piano de d'Indy
Pour les articles homonymes, voir Sonate pour violoncelle et piano.
La Sonate pour violoncelle et piano, op. 84, en ré majeur, est une sonate pour violoncelle et piano de Vincent d'Indy composée en 1924 et 1925.

## Présentation
La Sonate pour violoncelle et piano est composée par Vincent d'Indy à Agay en septembre 1924 et en juillet 1925.
La pièce, « tour à tour grave, spirituelle laisse chanter le violoncelle et introduit une danse de village, une sabotée, aux lourds pas rythmés ».
L’œuvre est dédiée à Edwige Bergeron-Brachet et créée le 5 mars 1926 à Paris, salle des Agriculteurs, par la dédicataire au violoncelle et le compositeur au piano.
La partition est publiée en 1926 par les éditions Rouart-Lerolle.

## Structure et analyse
La Sonate pour violoncelle et piano, d'une durée moyenne d'exécution de dix-huit minutes trente environ, est constituée de quatre mouvements,, et « s'apparente à la suite française du XVIIIe siècle par les titres » : 
1. Entrée, « Modéré » ( = 104), à 
, mouvement qui « s'inspire du style des premiers mouvements de Haydn, avec deux thèmes qui alternent constamment et n'apparaissent ensemble qu'à la fin[5] » ;
2. Gavotte en rondeau, « Tranquillement » ( = 104), à 
, gavotte « dans le style français du XVIIIe siècle, avec trois refrains ; et le second couplet contient des éléments nouveaux qui conduisent vite au refrain final[5] » ;
3. Air, « Très lent » ( = 40), à 
, air à la mélodie « de type binaire (forme-suite)[5] » qui « déploie de longues arabesques du violoncelle modestement accompagnées par le piano dans un style que n'eût pas désavoué Bach[1] » ;
4. Gigue, « Gaîment » ( = 88), à 
, un finale sous forme de gigue « voulue paysanne par l'auteur, elle doit être jouée « gaiement, un peu lourd et sans hâte »[1] » ; ce mouvement « est une suite dans le style de Domenico Scarlatti et contient une sorte de développement du second thème de l'Entrée[5] ».